# Angraecum rubellum
Angraecum rubellum är en orkidéart som beskrevs av Jean Marie Bosser. Angraecum rubellum ingår i släktet Angraecum och familjen orkidéer. Inga underarter finns listade i Catalogue of Life.